# Derrick Johnson
Derrick O'Hara Johnson (født 22. november 1982 i Waco, Texas, USA) er en amerikansk footballspiller, der spiller i NFL som linebacker for Kansas City Chiefs. Han har spillet for klubben lige siden han kom ind i ligaen i 2005.

## Klubber
- 2005-: Kansas City Chiefs